# Archaeoses pentasema
Archaeoses pentasema is een vlinder uit de familie van de Houtboorders (Cossidae). De wetenschappelijke naam van de soort is voor het eerst gepubliceerd in 1915 door Oswald Bertram Lower.
De soort komt voor in Australië.